# Man or Gun
Man or Gun – amerykański film z 1958 roku w reżyserii Alberta C. Gannawaya.

## Obsada
- Macdonald Carey jako ‘Maybe’ Smith / Scott Yancey
- Audrey Totter jako Fran Dare
- James Craig jako Pinch Corley
- James Gleason jako szeryf Jim Jackson
- Warren Stevens jako Mike Ferris
- Harry Shannon jako Justin Corley
- Jil Jarmyn jako pani Pinch Corley
- Robert Burton jako zastępca szeryfa Burt Burton
- Ken Lynch jako Buckstorm Corley
- Karl Davis jako Szwed
- Julian Burton jako Billy Corley
- Carl York jako Jack Corley
- Harry Klekas jako Dodd
- Mel Gaines jako Diego
- Ron McNeil jako Nick
- Larry Grant jako Jake